# Мюнстерталь (Шварцвальд)
Мюнстерталь (нім. Münstertal) — громада в Німеччині, знаходиться в землі Баден-Вюртемберг. Підпорядковується адміністративному округу Фрайбург. Входить до складу району Брайсгау-Верхній Шварцвальд.
Площа — 67,73 км2. Населення становить 5099 ос. (станом на 31 грудня 2020).